# Еріс-Хан Султан Гірей Алієв
Еріс-Хан Султан Гірей Алієв (Ерісхан Алієв; 30 квітня 1855, Старі Атаги, Терська область — 1920, Грозний, Терська область) — російський військовий діяч, верховний Правитель Чечні, генерал від артилерії (1914), представник тайпа Хаккой.

## Освіта
Закінчив Ставропольську класичну гімназію, 2-ге військове Костянтинівське училище, Михайлівське артилерійське училище (1876) та Михайлівську артилерійську академію.

## Офіцер-артилерист
10 серпня 1876 року був зроблений підпоручиками Кавказької гренадерської артилерійської бригади. Учасник російсько-турецької війни 1877—1878 років, за бойові відзнаки нагороджений орденами Святого Станіслава 3-го ступеня з мечами та бантом та Святої Анни 3-го ступеня з мечами та бантом. З 1 жовтня 1895 року — командир батареї лейбгвардії 3-ї артилерійської бригади. З 25 лютого 1900 року — командир 2-го дивізіону 20-ї артилерійської бригади.

### Участь у російсько-японській війні
З 13 листопада 1903 року — командир 26-ї артилерійської бригади, з якою вступив у Російсько-японську війну. Нагороджений орденом Святого Георгія 4-го ступеня (1905):
|  | За вміле та блискуче керівництво вогнем батареї в бою під Генсіху від 26 по 29 вересня 1904 року наслідком було припинення вогню японських батарей, вибиття ворожої піхоти зі схилів. 29 вересня рішучим вогнем та енергійним управлінням вогню своїх батарей сприяв відображенню обхідного руху японців, чим дав можливість загонам пережити критичні хвилини замовкнути ворожі батареї, що відкрили вогонь по нашому війську та тилу. |

Також було нагороджено за відзнаки під час бойових дій орденами св. Станіслава 1-го ступеня з мечами та св. Анни 1-го ступеня з мечами, а також Золотою зброєю з написом «За хоробрість».

#### Бої за сопку Ключову
У лютому 1905 року був начальником артилерії загону генерал-лейтенанта Ренненкампфа, який діяв у районі Цінхечен-Мацзяцзян під час Мукденської битви. 16 лютого, у зв'язку з хворобою генерала Екка, взяв на себе обов'язки командувача головними силами загону, які під його початком у цей день відбили три атаки японців на ключову сопку. Наприкінці дня Алієв у своєму донесенні писав: Поки тримаємось. Збираю з усіх боків одиночних людей для створення резерву. Ручних гранат досі немає. З Божою допомогою сподіваюся відстояти до ранку. Протягом ночі було відбито ще дві атаки японців, але 17 лютого після жорстокого штикового бою їм вдалося захопити сопку. Тоді Алієв особисто очолив дві контратаки, які, проте, через сильний вогонь противника завершилися лише взяттям кряжа біля сопки. Однак у російській армії цей результат було розцінено як успіх, оскільки дозволив зупинити наступ противника. Через багато років генерал А. Денікін у книзі «Шлях російського офіцера» (перевидання — М. ., 1991. С. 144—145) згадував, що
|  | коли всі сили опору були виснажені, всі резерви витрачені, фронт здригнувся. В цей час хоробрий артилерійський генерал Алієв повів у контратаку останні чотири знаменні роти чотирьох полків, відбив сопку і поставив прапора на ній. Цей символічний жест нікчемної жмені атакуючих підбадьорив війська, що займали позиції, і призупинили японський наступ. |

У «Військовій енциклопедії» цей епізод описується дещо інакше (що не дивно, оскільки генерал Денікін писав свої мемуари на еміграції з пам'яті):
|  | Алієв на чолі 8 взводів Дриського та Чорноярського полків та Забайкальського пішого батальйону, з розгорнутими прапорами та музикою, кинувся в атаку та захопив гребінь, трохи не дійшовши до Ключової сопки. |

18 лютого військам під командуванням Алієва вдалося відбити атаку противника на зайнятий російськими військами кряж. Наступного дня він здав командування головними силами генералу Екку, який одужав. Таким чином, протягом триденних важких боїв артилерист Алієв показав себе добрим загальновійськовим командиром. Ці якості дозволили йому продовжити військову кар'єру «на посадах командира дивізії та армійського корпусу».

## Командир дивізії та корпусу

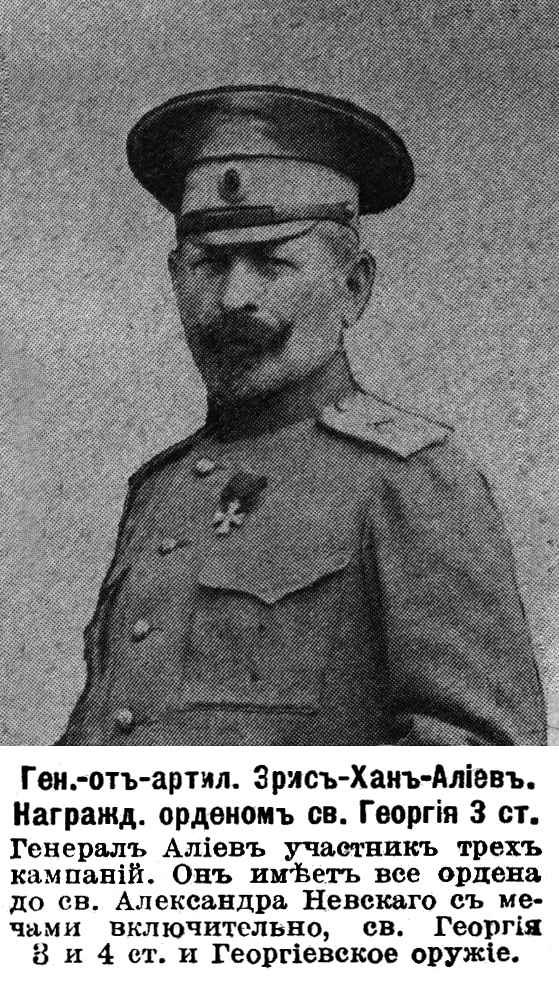
Генерал від артилерії Еріс Хан Алієв, 1916

13 серпня 1905 року був призначений у розпорядження головнокомандувача Далекому Сході. З 16 травня 1906 року командував 5-ю Східно-Сибірською стрілецькою дивізією. З 14 серпня 1908 — 2-м Сибірським армійським корпусом. Міська управа міста Верхньоудинська 10 вересня 1911 року винесла постанову про найменування вулиць у селищі Нижня Березівка. Одна з вулиць селища була названа ім'ям Алієва — Алієвською.
У 1913 році виготовлений в генерали від інфантерії, в березні 1914 року перейменований на генерали від артилерії. З 8 лютого 1914 року — командир 4-го армійського корпусу, яким командував протягом усієї Першої світової війни. Брав участь у більшості найважливіших операцій: Східно-Прусській та Лодзінській, боях при Пултуську та Нареві, а також у найважчому відступі з Румунії. За відзнаки у боях під Варшавою був нагороджений орденом св. Георгія 3-го ступеня:
|  | Особисто керуючи діями 4-го армійського корпусу в боях на захід від Варшави 28 вересня - 6 жовтня 1914 року і перебуваючи при цьому під ворожим вогнем, нне тільки відбив цілу низку наполегливих атак германців на частини корпусу в районі Прушків — Пенцеце, при цьому настільки рішуче потіснив супротивника, що цим значною мірою сприяв діям 2-ї армії та переходу її в загальний наступ, що закінчилося досконалим відтиском противника від Варшави. |

Був нагороджений також орденами св. Олександра Невського з мечами, Білого Орла з мечами. Перебував у розпорядженні Верховного головнокомандувача.

## Участь у громадянській війні
У травні 1917 року виїхав із Петрограда до Чечні. Запропонував свої послуги військового фахівця уряду горян Кавказу. Отримавши відмову, у листопаді 1918 року був зарахований у розпорядження головнокомандувача Добровольчої армії. Після заняття Чечні білими військами було обрано у березні 1919 року на з'їзді чеченських народів Верховним правителем Чечні. За словами історика Василя Цвєткова,
|  | здавалося б, це той самий лідер, той самий правитель, який зможе привести Чечню до довгоочікуваного умиротворення. Але насправді виявилося так, що Алієв по суті виявився заручником у руках добровольчої адміністрації, а саме, головноначальника Терсько-дагестанського краю — Ерделі. Голова — посада, яка за задумом Денікіна, мала б стати посадою верховного контролера над усіма правителями Чечні, Кабарди, Інгушетії, Дагестану. Ось ця посада по суті перетворилася поступово на посаду диктатора. І вже ось до осені 1919 авторитет правителів, авторитет того ж самого Алієва, авторитет генерала Халілова, який Денікіним був призначений на посаду правителя Дагестану, їх авторитет поступово падає. |

Як правитель Алієв опинився у вкрай невигідній ситуації. З одного боку, чеченці покладали на нього відповідальність за всі дії командування білих військ, зокрема за розгром нелояльних чеченських аулів. З іншого боку, білі вважали, що чеченська адміністрація Алієва не в змозі впоратися із хвилюваннями серед своїх співвітчизників. На знак протесту проти жорсткої політики генерала Ерделі Алієв подав у відставку.
Після відходу частин Добровольчої армії з Терської області Алієв заарештований більшовиками, ув'язнений у місті Грозний і розстріляний у Грозному за вироком ревтрибуналу. Існує й інша (ймовірно, хибна) версія — про те, що він евакуювався з білими до Грузії та потім до Туреччини.

## Нагороди
1. Св. Анни 3 ст. з мечами та бантом (11.7.1877),
2. Св. Станіслава 3 ст. з мечами та бантом (22.1.1878),
3. Св. Станіслава 2 ст. (30.8.1890),
4. Св. Анни 2-ї ст. (30.8.1894),
5. Св. Володимира 4 ст. (14.5.1896),
6. Св. Володимира 3 ст. (23.9.1903),
7. Св. Георгія 4 ст. (30.11.1904, затверджено 1.11.1905),
8. Золота зброя (30.6.1905, затверджено 27.1.1906),
9. Св. Станіслава 1 ст. з мечами (25.9.1905),
10. Св. Анни 1 ст. м. (5.1.1906),
11. Св. Володимира 2 ст. (6.12.1911),
12. Білого орла з мечами (25.10.1914),
13. Св. Апостола Андрія Первозванного (1915, був призначений і затверджений, але не вручений через віросповідання)
14. Св. Олександра Невського з мечами (8.7.1915),
15. Св. Георгія 3 ст. (26.10.1915).

## Родичі
- Дочка Хабіра була одружена з генералом Халіловим[6], мала двох синів і трьох дочок.
- Тамара Алієва — племінниця, радянська та російська актриса, співачка, естрадна танцівниця, конферансьє, ляльковод, Народна артистка Чечено-Інгуської АРСР, Заслужена артистка РРФСР.